# Lord Démon
Lord Démon (titre original : Lord Demon) est un roman de fantasy écrit par Roger Zelazny et Jane Lindskold. Le roman est paru en 1999 aux États-Unis puis a été publié en France en 2001.
Le roman est commencé par Roger Zelazny mais il n'est pas terminé à sa mort en 1995. Le roman est achevé par son amie Jane Lindskold.

## Résumé
Kai Wren, aussi connu sous les noms de Lord Demon ou l'Exterminateur de dieux, est un démon qui vit une existence solitaire dans sa bouteille magique. Il se trouve propulsé dans une intrigue complexe sur fond de lutte politique et militaire entre les dieux et les démons.